# Palazzo del Seimas
Il Palazzo del Seimas (in lituano Seimo rūmai) è la sede del Seimas, il parlamento della Lituania: è situato nella capitale Vilnius.

## Storia
Nel 1976 iniziarono i lavori per la realizzare della prima ala del palazzo, allo scopo di erigere un edificio volto a ospitare il Soviet Supremo della RSS Lituana. La costruzione fu supervisionata dagli architetti Algimantas Nasvytis e Vytautas Nasvytis e nel 1980 risultavano completati 9 717,37 m² del palazzo. Inizialmente, il palazzo venne chiamato come "Palazzo sovietico". Altre due ali erano finalizzate a ospitare il Ministero delle Finanze della RSS Lituana e il Consiglio dei sindacati. In seguito, l'edificio fu ampliato per via delle crescenti esigenze relative alla necessità di installare più uffici. La fase finale del complesso del palazzo è costituita da tre ali, con la principale che ospita la Sala del Parlamento, dove i parlamentari si riuniscono per approvare le leggi.
L'11 marzo 1990 la Lituania proclamò la propria indipendenza nella vecchia Sala del Parlamento, dove tra l'altro i membri dell'organo avevano curato la stesura dell'Atto di Restaurazione. Lo stesso giorno, la maggior parte dei simboli nazionali della RSS Lituana, che erano stati installati in passato, andarono rimossi o coperti dallo stemma della Lituania. Inoltre, dal 1993 al 1997 la sezione occidentale della prima ala costituì la residenza temporanea del Presidente della Repubblica di Lituania. Oggi, come nel 1990-1992, ospita di nuovo gli uffici del Presidente del Parlamento e del suo Segretariato.
Nel 2006 sono iniziati i lavori per la costruzione di una nuova Sala del Parlamento, mentre i dipendenti della seconda ala rimasero confinati in alloggi temporanei. Il 10 settembre 2007 è stata ufficialmente inaugurata la nuova Sala del Parlamento, i cui lavori sono costati cinquanta milioni di litas. La vecchia Sala del Parlamento è rimasta utilizzata per le sessioni celebrative del Seimas (ad esempio, durante la prima sessione che inaugura una nuova legislatura).

## Galleria d'immagini

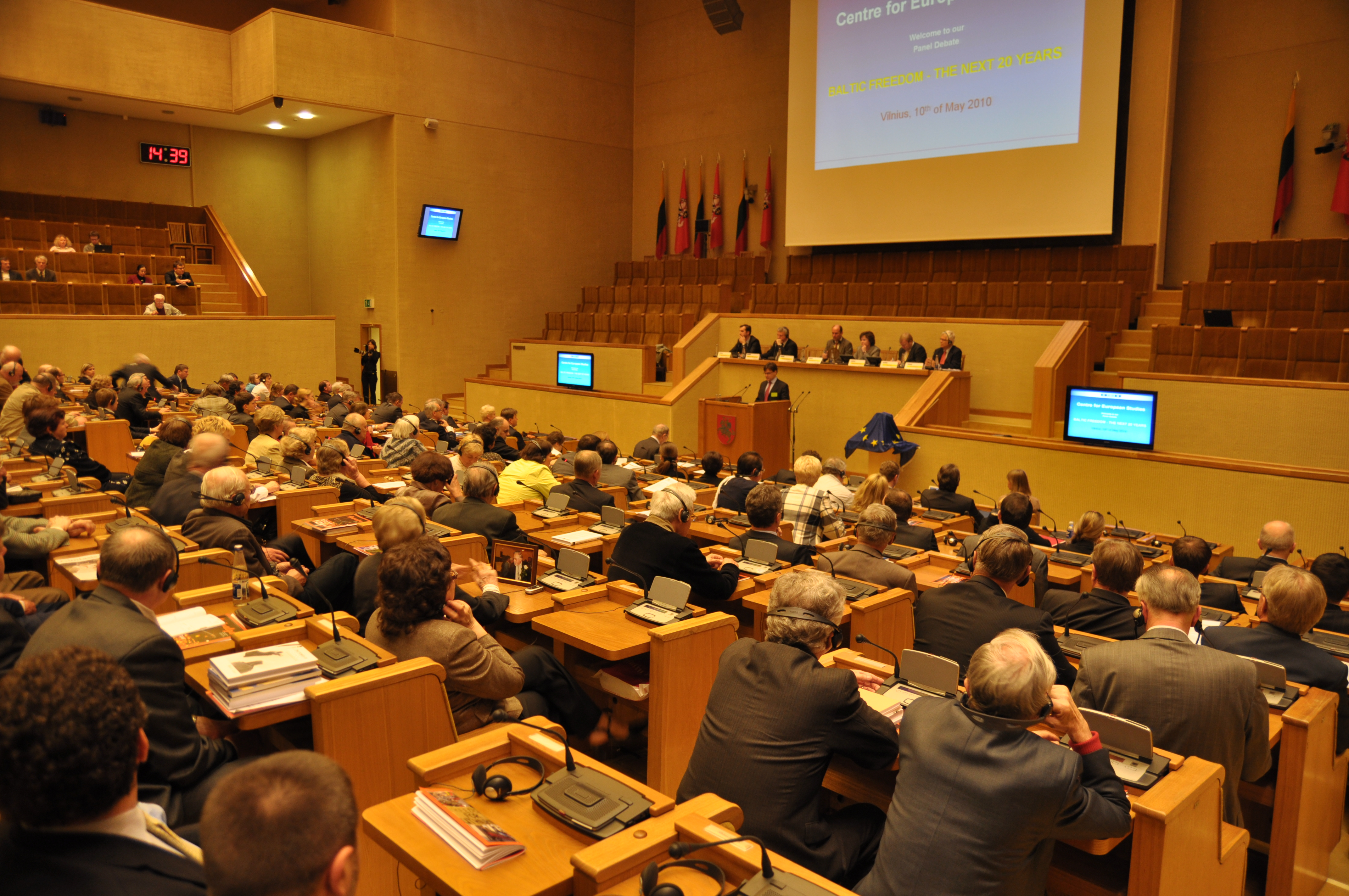
Vecchia sala del Parlamento
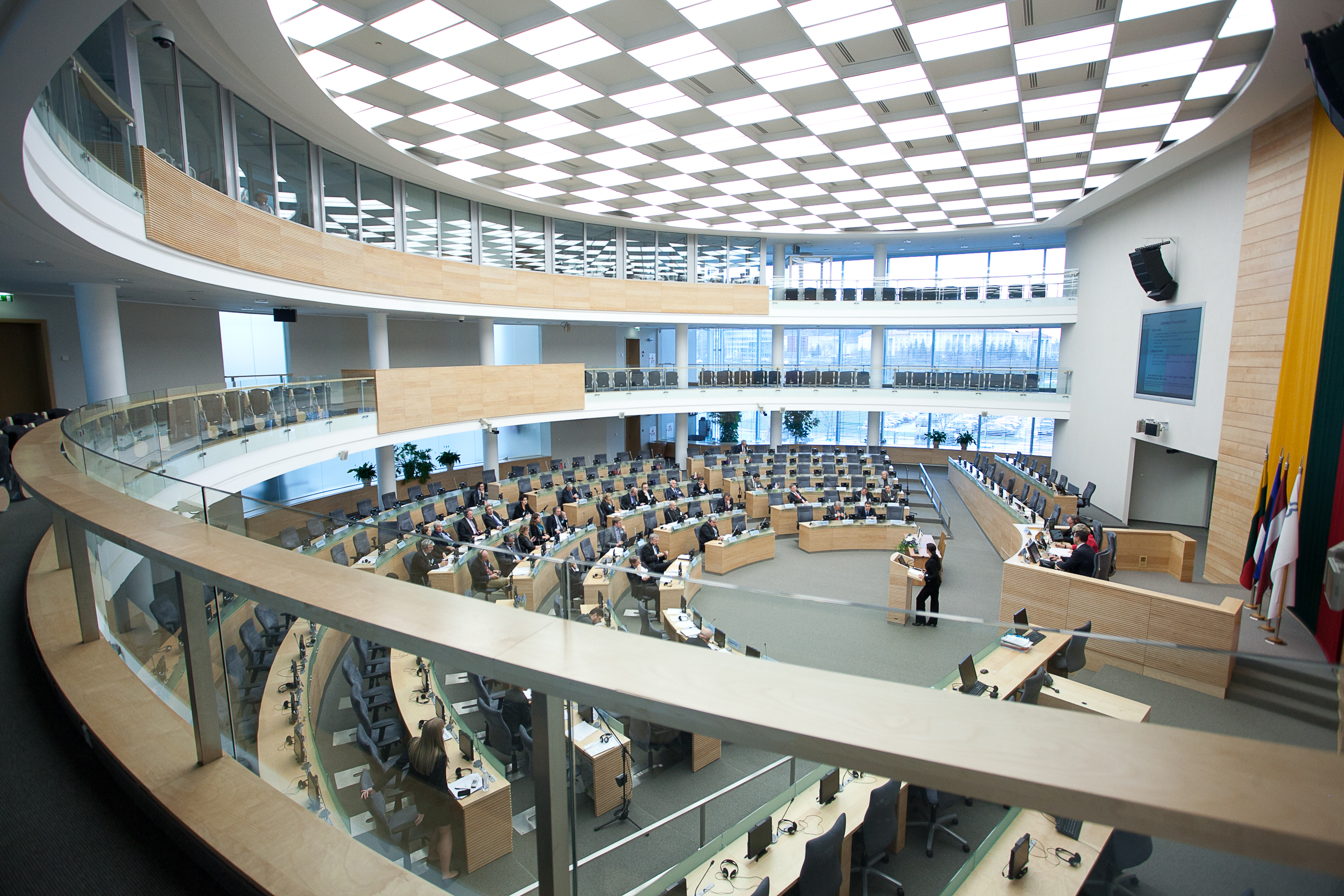
Nuova sala del Parlamento
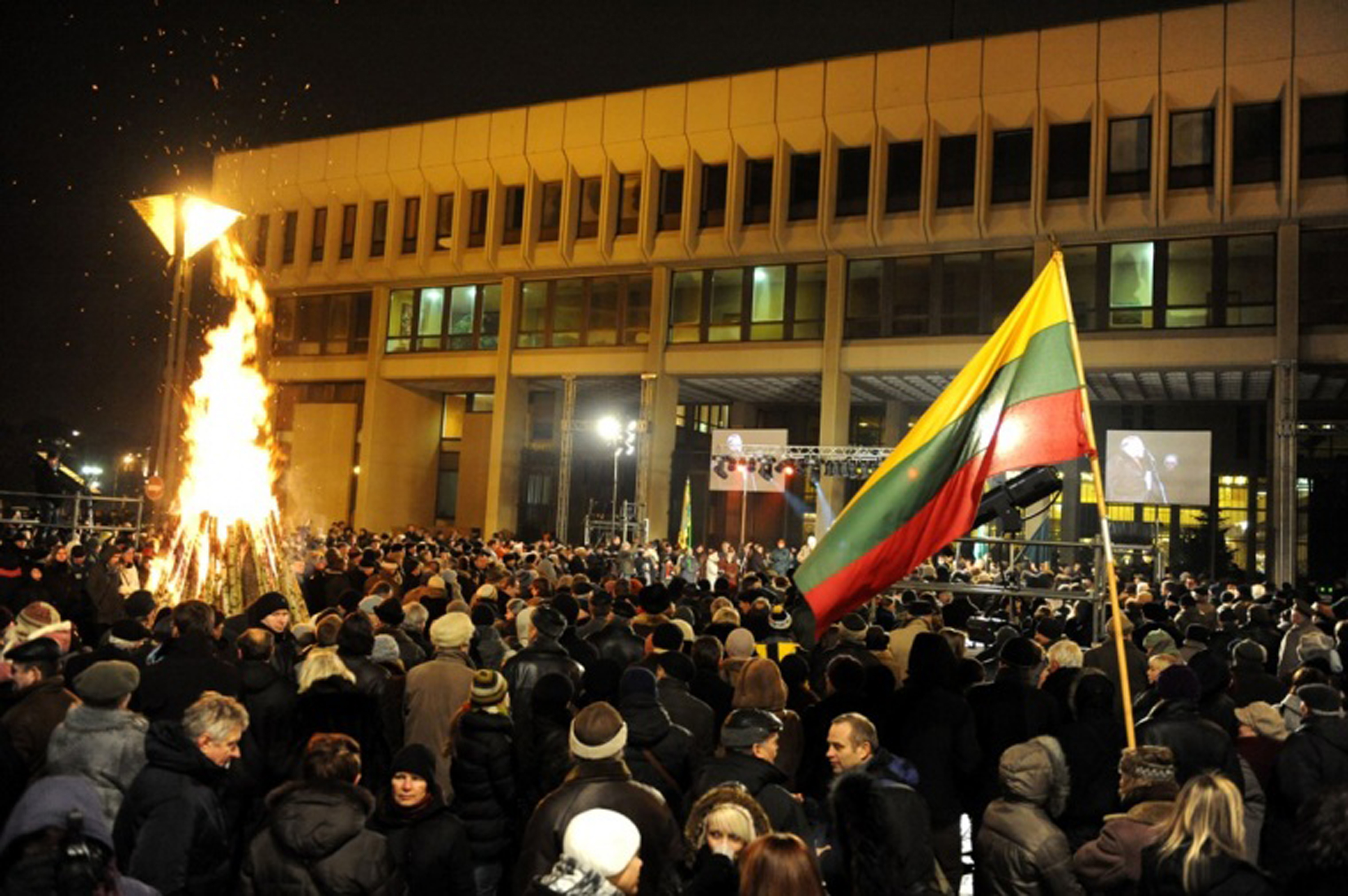
Commemorazione degli eventi di gennaio tenutasi davanti al Seimas nel gennaio del 2010